# Callopora klugei
Callopora klugei är en mossdjursart som beskrevs av Androsova 1958. Callopora klugei ingår i släktet Callopora och familjen Calloporidae. Inga underarter finns listade i Catalogue of Life.